# Flugunfall der British Caledonian Airways auf Korfu
Beim Flugunfall der British Caledonian Airways auf Korfu verunfallte eine für den Flug zum Flughafen London-Gatwick bestimmte BAC One-Eleven 501EX der British Caledonian Airways, als sie das Landebahnende überrollte und in eine Lagune stürzte. Bei dem Unfall, der sich während des Startlaufs vom Flughafen Korfu ereignete, kam eine Passagierin ums Leben.

## Maschine
Bei dem Flugzeug handelte es sich um eine BAC 1-11-501EX aus britischer Produktion, die am 16. April 1969 ihren Erstflug absolviert hatte und am 24. April 1969 mit dem Luftfahrzeugkennzeichen G-AWYS an British United Airways ausgeliefert wurde. Ab dem 23. April 1970 war die Maschine an die Swissair verleast, zum 31. Oktober 1970 kehrte sie in die Flotte ihrer Leasinggeberin zurück. Mit der Umbenennung der Fluggesellschaft in Caledonian/BUA ging die Maschine am 30. November 1970 in die Flotte der neuen Eigentümerin über und erhielt den Taufnamen Isle of Bute, nach der abermaligen Umbenennung der Fluggesellschaft in Caledonian Airways gehörte die Maschine ab dem 1. November 1971 der Flotte jener Fluggesellschaft an. Das zweistrahlige Mittelstrecken-Schmalrumpfflugzeug mit der Werknummer 070 war mit zwei Triebwerken des Typs Rolls-Royce Spey 506 ausgestattet. Zum Zeitpunkt des Unfalls hatte die Maschine eine Betriebsleistung von 8.997 Betriebsstunden bei 5.626 Starts und Landungen absolviert.

## Passagiere und Besatzung
Den Charterflug von Korfu nach London-Gatwick hatten 79 Passagiere angetreten. Es befand sich eine sechsköpfige Besatzung an Bord der Maschine:
- Flugkapitän war der 46-jährige Rex Shilton, der seine kommerzielle Pilotenlizenz am 27. Januar 1958 erworben hatte. Shilton besaß Musterberechtigungen für die Flugzeugtypen Percival Proctor, Handley Page Herald, Vickers Viscount und BAC 1-11. Shilton verfügte über 13.126 Stunden Flugerfahrung, von denen 3.223 Stunden auf Maschinen des Typs BAC 1-11 entfielen.
- Erster Offizier auf dem Flug war der 49-jährige William Gordon Mitchell, dessen Pilotenschein am 2. Juni 1967 zu einer kommerziellen Pilotenlizenz erweitert wurde. Mitchell verfügte über 13.084 Stunden Flugerfahrung, von denen 3.789 auf den Flugzeugtyp BAC 1-11 entfielen und wovon er wiederum 826 Stunden als verantwortlicher Pilot auf diesem Flugzeugtyp absolviert hatte. Er war zuvor fünfmal auf dem Flughafen Korfu gelandet, zuletzt am 13. Oktober 1970.
- Der 47-jährige Erste Offizier Peter Michael John Finucane fungierte auf dem Flug als Erster Offizier. Finucane übte bei dem Unfallflug keine aktive Rolle aus und saß während des Startlaufs auf dem zusätzlichen Sitz hinter dem Sitz des Flugkapitäns. Finucane blieb bei dem Unfall unverletzt.
- Die dreiköpfige Kabinenbesatzung bestand aus den Flugbegleiterinnen M. A. MacLennan, D. Harrison und L. J. Adams.

## Unfallhergang
Die Piloten führten mit der Maschine den Startlauf durch, als die One-Eleven durch eine tiefe Pfütze mit stehendem Wasser fuhr. Das linke Triebwerk sog daraufhin Wasser ein und es kam zu einem vorübergehenden Leistungsverlust. Der Kapitän dachte, das linke Triebwerk sei ausgefallen und leitete kurz vor der Entscheidungsgeschwindigkeit einen Startabbruch ein. Das Flugzeug überrollte das Startbahnende und kam in einer nahegelegenen Lagune in etwa 1 Meter Tiefe zum Stehen. Eine ältere Dame starb auf dem Weg ins Krankenhaus an einem Herzinfarkt.

## Ursache
Der Unfall wurde durch die Air Accidents Investigation Branch (AAIB) untersucht. Die Ermittler führten den Unfall darauf zurück, dass das Flugzeug mit einer Geschwindigkeit sehr nahe an V1 durch eine Pfütze stehenden Wassers gerollt sei, was zu einer vorübergehenden Verminderung des Triebwerksschubs durch Wasseraufnahme und einem vorübergehenden Verlust an Beschleunigung führte. Diese Situation verzögerte offenbar das Vermögen der Besatzung, das Problem zu diagnostizieren. Die Einleitung von Maßnahmen zum Abbruch des Starts erfolgte etwa drei Sekunden zu spät, als dass das Flugzeug innerhalb der verbleibenden Startbahnstrecke gestoppt werden konnte.

## Verbleib der Maschine
Nach dem Unfall wurde die Maschine repariert und wieder in Betrieb genommen. Als die Fluggesellschaft zum 14. April mit British Airways fusionierte, ging die Maschine bei der neuen Eigentümerin in den Betrieb über und erhielt den neuen Taufnamen County of Norfolk. Am 5. Februar 1993 wurde sie außer Betrieb genommen. Am 7. März 1993 ging die Maschine bei der Brymon European Airways in Betrieb. Als diese Fluggesellschaft zum 1. August 1993 aufhörte, zu existieren, ging die Maschine ins Eigentum der British Airways über und war bei der Maersk Air UK in Betrieb, die zuvor einen Teil der Brymon European Airways aufgekauft hatte. Sie wurde am 4. August 1998 außer Betrieb genommen und nach Nigeria exportiert. Dort erhielt die Maschine das neue Kennzeichen 5N-ESB und war ab dem 30. September 1998 bei der EAS Airlines im Einsatz. Nach einem schweren Unfall einer baugleichen Maschine auf EAS-Airlines-Flug 4226 wurden alle Maschinen dieses Typs bei der Fluggesellschaft ausgesondert, so auch die Maschine 5N-ESB, deren Außerbetriebnahme am 9. Mai 2002 erfolgte. Die Maschine verblieb am Flughafen Lagos, wo sie später verschrottet wurde.